# ソイレント

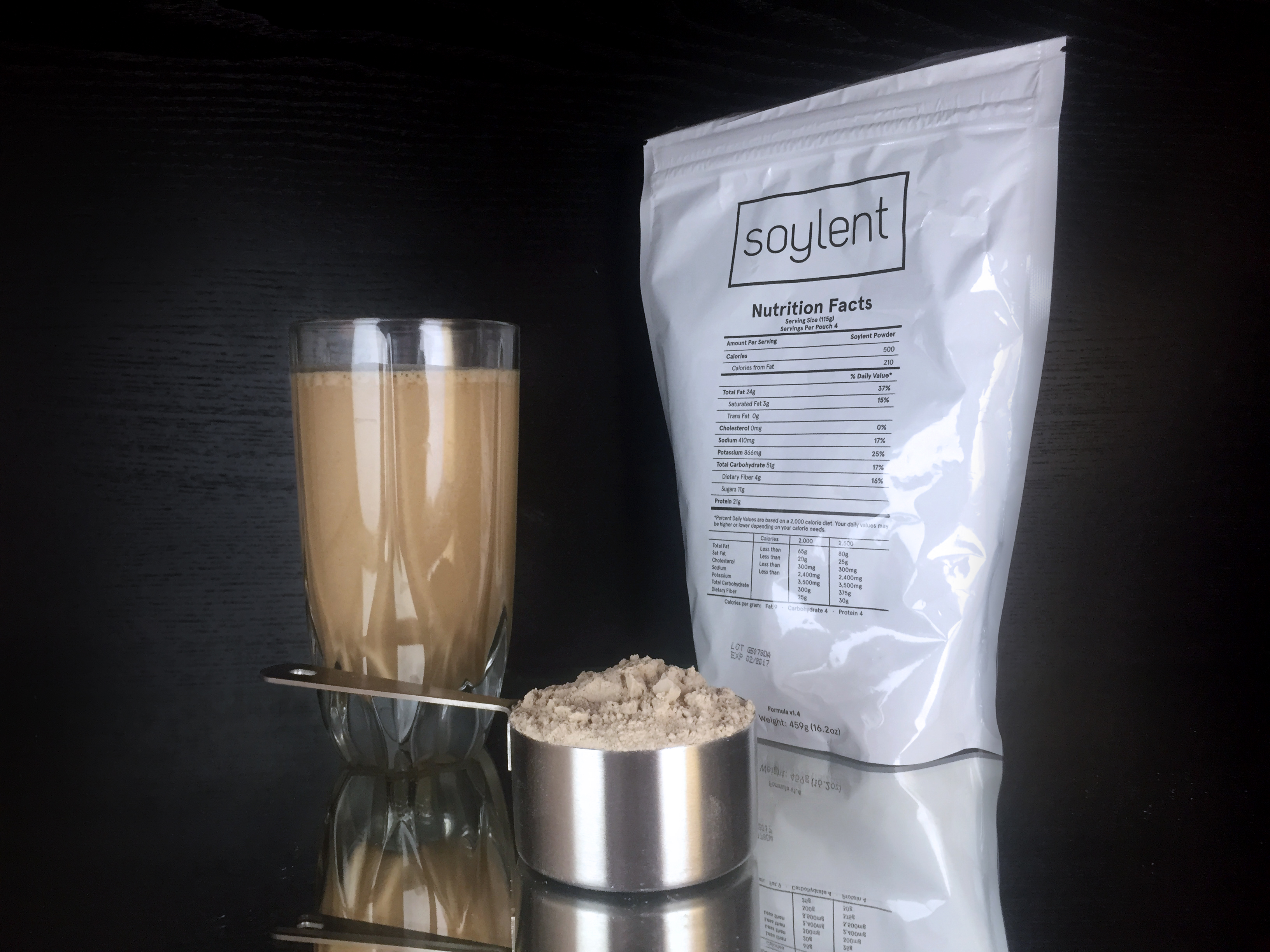
ソイレント

ソイレント（英: soylent）は、Rosa Labs, LLC.が販売している「生存に必要な栄養素がすべて含まれ、従来の食事が不要となる」とされる飲み物。後に、スナックバーも作られている。なお、FDA（アメリカ食品医薬品局）はダイエットサプリメントに分類している。
味はほんのり甘く、この粉末を水などに溶かして飲む。
2017年10月には、カナダ食品検査庁（CFIA）によってソイレントのカナダ本国への出荷禁止措置がとられている。
「ソイレント」とは大豆（soybean）とレンズ豆（Lentil）から連想された造語であるとされている。詳しくはソイレント・グリーンを参照。

## 歴史
アメリカ人のロブ・ラインハートによって、2013年に開発された。ロブ・ラインハートは、「将来、デザインされた微生物が、（ソイレントを）光や水や空気から直接合成するようになる」と述べている。
商品化のための出資を集めた際、締め切り1か月前に目標額の10万ドルを上回る15万6882ドルを集めた。ソイレント社は供給を大幅に上回る注文を受けている。同社は2000万ドルを調達し、1食につき約3ドルかかるコストを減らし、生産を50倍に増やすとしている。
2016年10月、ソイレントのスナック・バーを食べて具合が悪くなった人が急増し、緊急救命室に行った人もいたため、製造元はスナック・バーの販売と出荷のすべてを停止すると発表した。また、その2週間後に、多数のユーザーが体調を崩したという報告を受けてパウダー式のソイレントの販売を停止した。